# Левицький Юліан Йосипович
Юліа́н-Сергій Йо́сипович Леви́цький гербу Рогаля (8 березня 1874, м. Заліщики, нині Тернопільська область — 9 лютого 1925, м. Тернопіль) — український педагог, культурно-освітній діяч. Брат математика Володимира Левицького.

## Біографія
Народився 8 березня 1874 року в м. Заліщики (Королівство Галичини та Володимирії, Австро-Угорщина, нині Тернопільська область, Україна).
Навчався в гімназіях у містах Золочів (нині Львівська область), Тернопіль та Львів. У 1891—1895 роках вивчав історію та географію у Львівському університеті. У 1900—1901 роках був учителем Тернопільської української державної гімназії, 1902—1914 — Львівської академічної гімназії. У 1911—1912 навчальному році — директор жіночої гімназії сестер василіянок у Львові (нині Львівська лінгвістична гімназія). Від 1914 року — управитель гімназійних курсів для української молоді в м. Відень (Австрія). 1917—1919 працював у Тернополі в освітніх та громадських організаціях. Від 1 вересня 1917 року — управитель, від 15 травня 1918 року — директор Тернопільської української державної гімназії. Від 1919 — старший шкільний референт Державного Секретаріату ЗУНР у справах освіти у м. Станіслав (нині Івано-Франківськ). Повернувшись до Тернополя, відновив діяльність державної гімназії, став її директором. Сприяв відкриттю в Тернополі приватної гімназії для дівчат.
Автор підручника з географії (1911), розвідок з історії та рецензій у «Записках НТШ».
Помер 9 лютого 1925 року в м. Тернопіль (ЗУНР, окупована Польською Республікою, нині Україна).

### Сім'я
Дружина — Леонтія з Еліясевичів. Єдиний син Богдан Ярослав, 1901 р. н., учень Тернопільської гімназії, вояк УГА, помер від епідемічного висипного тифу в Летичеві 3 жовтня 1919 року.